# Qarafa
Al-Qarāfa (in arabo ﺍﻟﻘﺮﺍﻓـة‎?) è il più antico cimitero musulmano del Cairo e dell'Egitto. Fa parte della Cairo Vecchia, si colloca sulla sponda orientale del Nilo e si estende per oltre 10 km. 
Ancora in uso, è caratterizzato da una sorta di convivenza tra vivi e defunti, ed è indicato spesso in Occidente con l'espressione Città dei Morti.
Circa un milione di egiziani vive tra le tombe, sebbene tale numero sia una questione controversa. Il cimitero cairota si estende per circa una decina di chilometri e amministrativamente è suddiviso in più quartieri, di cui alcuni completamente urbanizzati dove le tombe sono ridotte a dei cortiletti tra i palazzi, altri invece semi-urbanizzati in un intreccio tra tombe ed edifici privati e pubblici, infine altri ancora costituiti solo da una distesa di spiazzi funerari, a volte occupati e gli alloggi pertinenti ristrutturati in dimore permanenti o sedi d'attività che richiedono spazi aperti.
Dal punto di vista urbanistico la Città dei Morti ha subito una notevole evoluzione nella seconda metà del secolo scorso con l'iperurbanizzazione informale e illecita come molte periferie cairote, a differenza dell'inurbamento storico di epoca medievale. Tutta la necropoli possiede un vastissimo patrimonio architettonico di grande pregio artistico e un'eredità culturale immateriale di grande rilievo. 
La Qarāfa si rivela interessante soprattutto per i nessi tra le modalità d'inurbamento e il culto egiziano dei defunti, nonché gli altri rituali religiosi della devozione popolare. Memoria storica e sociale, esso incarna un esempio d'ibridazione di stili di vita e tradizioni tra urbanesimo e civiltà rurale dell'Egitto, paese dal volto plurimillenario che ha influito sulle culture del bacino del Mediterraneo.
La Qarāfa del Cairo è considerata da molti archeologi e storici dell'arte un museo a cielo aperto.

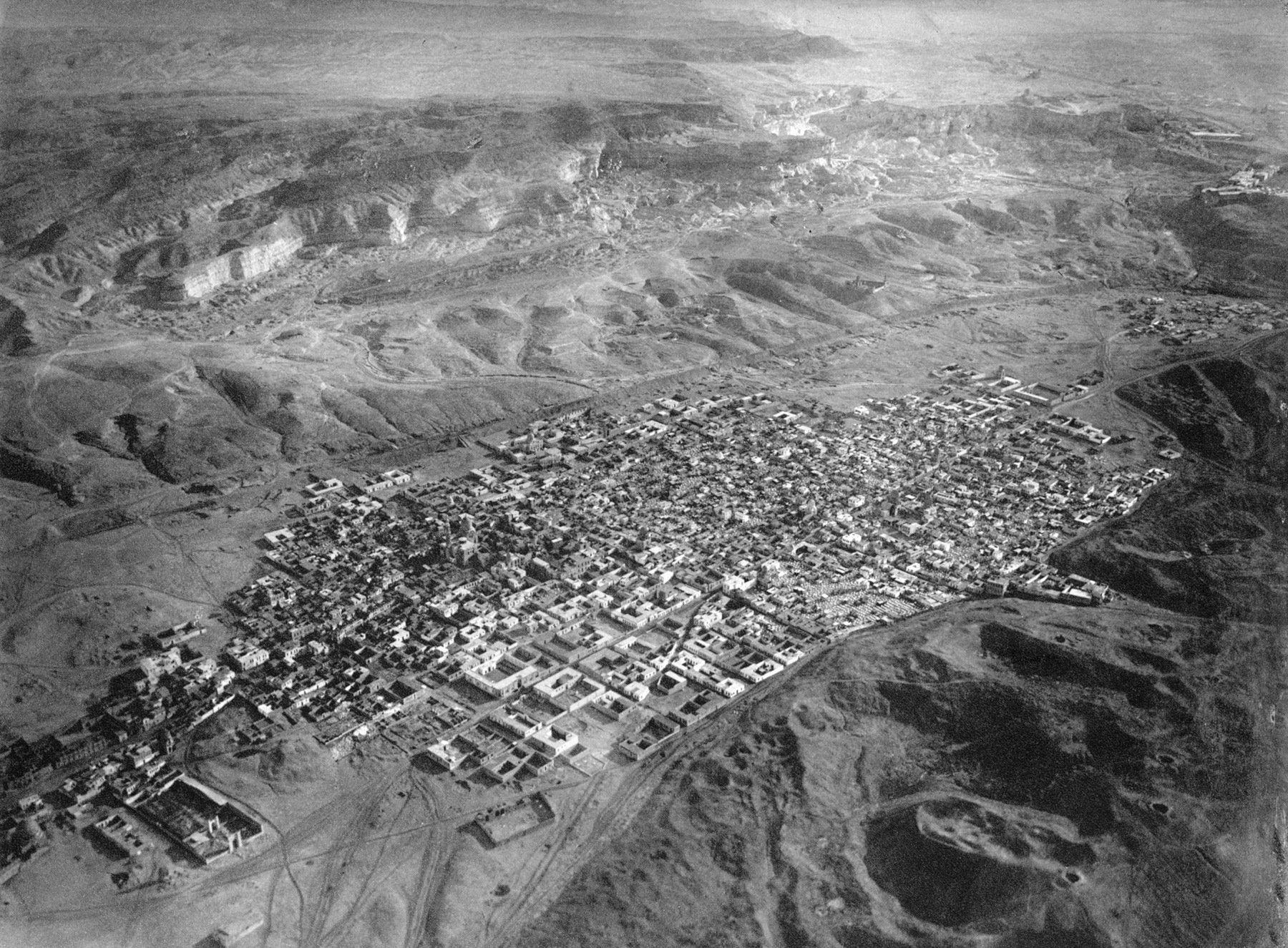
La necropoli settentrionale della Qarāfa, fotografata da un pallone da circa 1200 metri dal suolo, 1902
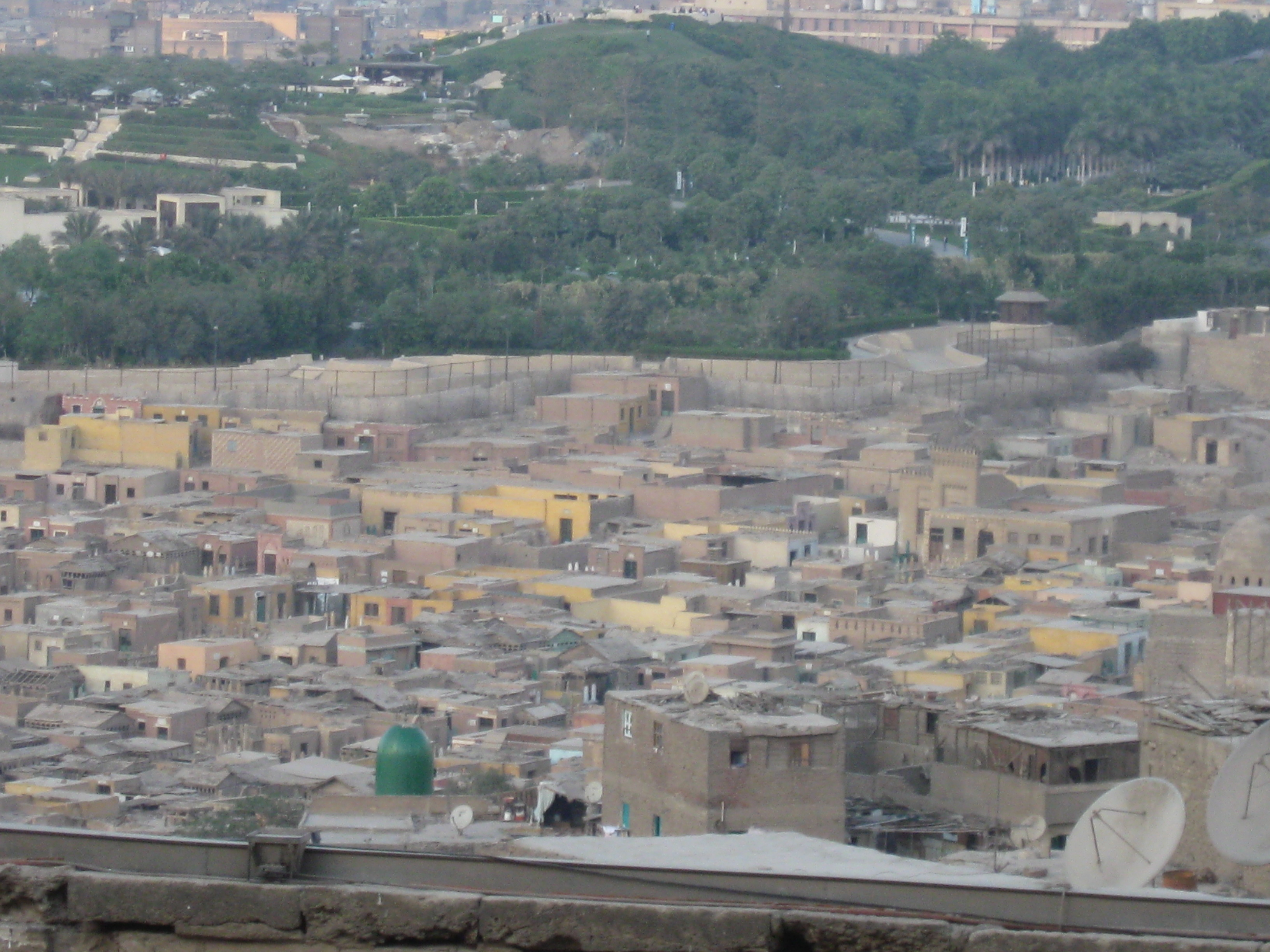
La Qarāfa cairota, 2009
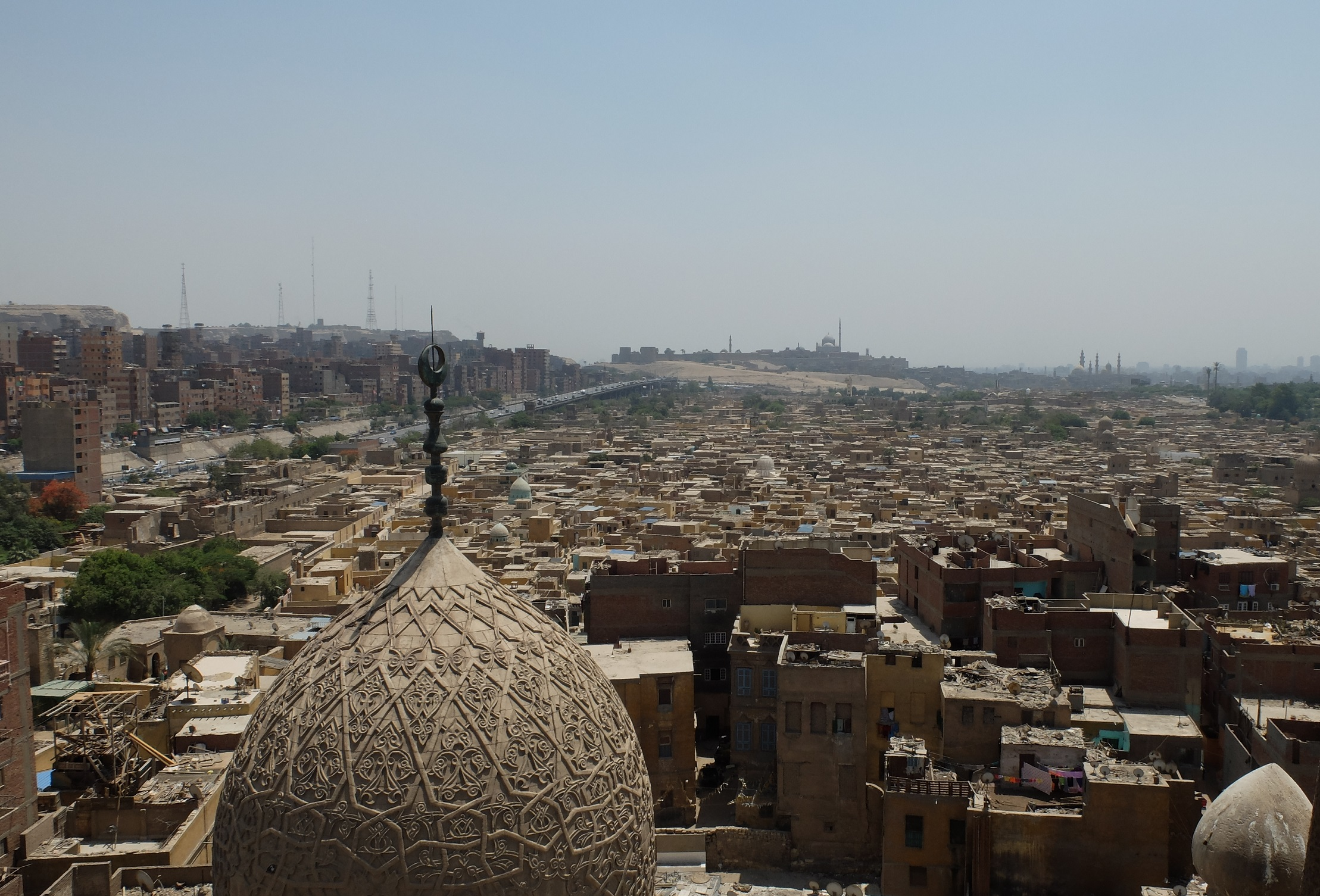
La grande necropoli islamica del Cairo
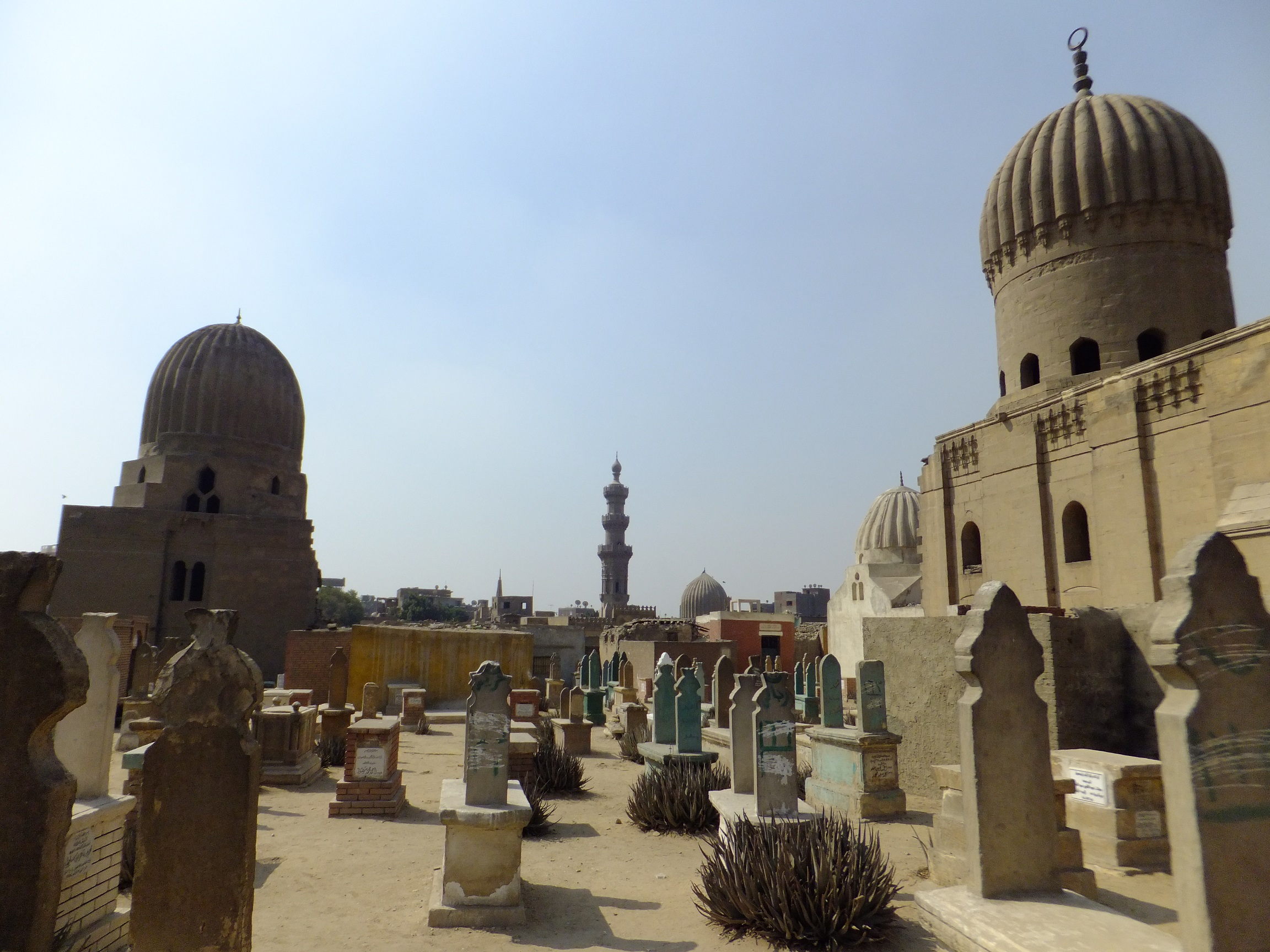
La necropoli meridionale della Qarāfa

## Etimologia del nome
Da fine Ottocento, in molti testi europei ci si riferiva al luogo col nome di Città dei Morti (in arabo مدنية الموتى‎?, Madīnat al-Mawtā).
Qarāfa (in arabo القرفة‎?, al-Qarāfa) - che alcuni vorrebbero far derivare dal nome del clan yemenita dei Banū Qarāfa, additati tra i primi abitanti del luogo - è in realtà il termine egiziano con cui la necropoli viene chiamata. Durante età ayyubide, il nome del posto venne documentato con la costruzione della Bāb al-Qarāfa (Porta della Necropoli), porta nord-orientale della Cittadella del Cairo. è nei pressi di Piazza al-Sayyida ʿĀʾisha, nel distretto di al-Qādiriyya.
Il luogo ha nomi specifici che verranno spiegati in dettaglio più avanti.

## Storia
La storia della Città dei Morti del Cairo ha origine nella conquista islamica del paese e si pensa che la parte più antica, sia stata fondata intorno al 684 d.C., alle porte dell'allora capitale di al-Fusṭāṭ, come cimitero Qurayshī (dei Coreisciti). 
Lo storico al-Maqrizi, nel suo Khiṭaṭ, ricordava come il cimitero settentrionale della città (l'attuale Qarāfa), fondato dal sultano mamelucco al-Nāṣir Muḥammad, non contenesse edifici prima della sua terza ascesa al sultanato. Fu solo quando al-Nāṣir Muḥammad abbandonò nel 1320 l'area compresa tra il cimitero di Bab al-Nasr e la collina del Muqaṭṭam, che un esiguo numero di costruzioni cominciò a essere edificato nella parte settentrionale del cimitero.
Sotto i sultani mamelucchi burji, il cimitero settentrionale divenne l'area nuova predestinata a indicare in che direzione dovesse avvenire l'espansione della città, non essendovi alcuna remora ideologica volta a contrastare la costruzione di edifici all'interno di aree cimiteriali. L'assenza di opposizione consentì l'edificazione di straordinari edifici religiosi, su scala monumentale, in questo zona della Qarāfa.

## Geografia e descrizione
La Qarāfa del Cairo è un'immensa necropoli islamica che si espande nel tempo e nello spazio. Dal punto di vista temporale comprende più di 13 secoli di storia e da quello territoriale oltre 10 km², ubicata nella zona orientale del Nilo. L'area urbana su cui la Qarāfa giace è al-Basāṭīn (I frutteti), una delle più grandi e popolose della capitale e i distretti interessati (in direzione da sud a nord) sono: al-Imām al-Shāfiʿī, al-Khalīfa, al-Qādiriyya, al-Sayyida ʿĀʾisha, Manshiyat Nāṣer, collina del Muqattam, al-Ḥusayniyya, al-Darrāsa e ʿAfīfī. 
La Qarāfa è divisa in diversi cimiteri, riferibili a due grandi realtà: al-Qarāfa al-Kubrā (Grande Qarāfa) e al-Qarāfa al-Ṣughrā (Piccola Qarāfa). 

### La Città Meridionale dei morti
Qarāfa al-Kubra (in arabo قرﺍفة الكبرى‎?, la Grande necropoli) è conosciuta anche come Necropoli Meridionale La Necropoli meridionale (in arabo قرﺍفة الجنوبية‎?, al-Qarāfa al-Janūbiyya) si trova a sud della Cittadella del Cairo, a est della Moschea di Ibn Tulun. Si estende dalla zona sud-est della Cittadella fino al distretto meridionale di Maʿadi, comprendendo i distretti di al-Imām al-Shāfiʿī, Manshiyat Nāṣer, collina del Muqaṭṭam, al-Khalīfa, al-Qādiriyya, al-Sayyida ʿĀʾisha. In linea d'aria, questa parte della necropoli cairota si trova tra Via al-Saliba (in arabo شارع الصليبة‎?, Shāriʿ al-Ṣalība) e piazza Sayyida Nafīsa (in arabo ميدان السيدة نفيسة‎?, Mīdān al-Sayyida Nafīsa) nel Cairo storico.
Qarāfa al-Imām (in arabo قرﺍفة الكبرى‎?, Necropoli dell'Imām) è il cimitero più antico, più grande e più popoloso della Qarāfa al-Kubrā. Prende il nome dal santuario dell’Imām al-Shāfiʿī che vi è ubicato. Si estende per oltre 5 km², da Fustat nella Cairo Vecchia, fino al distretto di al-Qādiriyya, il più meridionale della Cairo storica.
In questo cimitero i monumenti più prevalenti sono di età fatimidi e ayyubidi. Il santuario dell'Imām al-Shāfiʿī è il più venerato, mentre Ḥūsh al-Bāshā è il più ragguardevole per sontuosità. Ḥūsh al-Bāshā è il primo mausoleo della famiglia reale di Mehmet Ali Pascià, un complesso funerario di notevole valore artistico e storico. 
Le sepolture nella zona più prossima al Santuario dell’Imam sono state sospese dallo Stato, in quanto le tombe risultano sempre inondate dalle falde della ʿAyn al-Sīra (sorgente al-Sīra), prodotte dal terremoto del 1992.
Il  Cimitero al-Qādiriyya (in arabo ﻗﺮﺍﻓـة ﺍﻟﻘﺎﺩﺭﻳـة‎?, Qarāfa al-Qādiriyya)), è il cimitero centrale della Qarāfa al-Kubrā. Ha inizio nella zona nord del distretto di Manshiyat Nāṣer nella zona sud-est della collina del Muqaṭṭam, viene divisa da via Ṣalāḥ Sālem e termina a nord con il distretto di al-Khalīfa e alla Cittadella.
Tra gli edifici storici più noti sono il santuario di Sayyida ʿĀʾisha. Su via al-Khalīfa i resti della Bāb al-Qarāfa e sul lato orientale di via al-Qādiriyya i monumenti mamelucchi bahri.
'Il Cimitero di al-Khalifa', (in arabo ﻗﺮﺍﻓـة ﺍﻟﺨﻠﻴﻔـة‎?, Qarāfa al-Khalīfa) è un piccolo cimitero ubicato nell'omonimo distretto, a nord di via Ṣalāḥ Sālem intorno alla Cittadella. Al-Khalīfa è stata per secoli una delle strade principale della Cairo storica. È il prosieguo meridionale di via Qaṣaba, la quale termina a sud con Via al-Muʿizz, e Bab al-Futuh, da cui si raggiunge la Qarāfa. Nel 1261, il sultano mamelucco Baḥrī Baybars fece restaurare questa parte del cimitero cairota per lo più pieno di tombe abbasidi. Il mazar di Sayyida Nafīsa, la tomba di Sayyida Ruqayya e la tomba della sultana Shajara al-Durr sono i monumenti più noti del sito.
A seguire, una lista dei monumenti più importanti della necropoli meridionale:
| Monumenti | Data                     | Epoche (Dinastie)                   |  |
| --- | ------------------------ | ----------------------------------- |  |
| Cenotafio (Maqbara) di Khadīja                                                                                       | circa 959                | Ikhshididi                          |  |
| Luʾluʾa (moschea e mausoleo)                                                                                         | 1016                     | Fatimide                            |  |
| Santuario del visir fatimide al-Amīr al-Badr al-Jamali                                                               | 1085                     | Fatimide                            |  |
| Tomba di Sayyida al-ʿAtīka                                                                                           | 1122                     | Fatimide                            |  |
| Tomba di Muḥammad al-Jaʿfarī                                                                                         | 1122                     | Fatimide                            |  |
| Tomba di Umm Kulthūm                                                                                                 | 1122                     | Fatimide                            |  |
| Mausoleo (Ḥūsh) dei Fratelli Yūsuf \| 1125–1150                                                                      | Fatimide                 |                                     |  |
| Tomba di al-Sayyida Ruqayya                                                                                          | 1133                     | Fatimide                            |  |
| Santuario (Mashhad) di Yaḥyā al-Shabihī                                                                              | 1150                     | Fatimide                            |  |
| Tomba di al-Hasawatī                                                                                                 | ca. 1150                 | Fatimide                            |  |
| Mazar del Imām al-Shāfiʿī (complesso funrario)                                                                       | 1211                     | Ayyubide                            |  |
| Torrione e Iwān del complesso di al-Amīr Ismāʿīl ibn Thaʿlab                                                         | 1216                     | Ayyubide                            |  |
| Mausoleo dei califfi Abbasidi                                                                                        | 1242                     | Ayyubide                            |  |
| Tomba della sultana Shajar al-Durr                                                                                   | 1250                     | Ayyubide                            |  |
| Mausoleo di Fāṭima Khātūn Umm al-Ṣāliḥ, moglie del sultano Qalawun                                                   | 1283/84                  | Dinastia Bahri                      |  |
| Tomba di al-Sawabi                                                                                                   | 1286                     | Mamelucchi Bahri                    |  |
| Mausoleo del sultano Khalil                                                                                          | 1288                     | Mamelucchi Bahri                    |  |
| Zāwiya e mausoleo di al-Qadi al-Zayn al-Dīn Yūsuf                                                                    | 1298                     | Mamelucchi Bahri                    |  |
| Tomba di Badr al-Dīn ʿAlī al-Qarāfī                                                                                  | 1300                     | Mamelucchi Bahri                    |  |
| Tomba della principessa Urdutakin (detta Turbat al-Sitt)                                                             | ca. 1315                 | Mamelucchi Bahri                    |  |
| Complesso funebre di al-Amīr Qūsūn (mausoleo e khanqa)                                                               | 1335                     | Mamelucchi Bahri                    |  |
| al-Sulṭāniyya (mausoleo e khanqa della sultana madre del sultano al-Nāṣir Badr al-Dīn Abū al-Maʿālī al-Ḥasan)        | ca. 1350                 | Mamelucchi Bahri                    |  |
| Tomba di al-Amīr Tankiz-Būghā                                                                                        | 1359                     | Mamelucchi Bahri                    |  |
| Moschea di al-Amīr Khushqadam al-Aḥmadī (precedentemente Qaʿa (Salamlek) del palazzo dell'Amīr Tash-Temür al-ʿAlāʾī) | 1366–1377 u. 1480–1489   | Mamelucchi Bahri e Mamelucchi Burji |  |
| Santuario del santo poeta sufi Ibn al-Fāriḍ (complesso funerario)                                                    | ca. 1460                 | Burjiyya                            |  |
| Mausoleo (Ḥūsh) dell'imam ʿAbd Allāh al-Dakrūrī                                                                      | 1466                     | Mamelucchi Burji                    |  |
| Qubba al-Amīr Sūdūn                                                                                                  | ca. 1505                 | Mamelucchi Burji                    |  |
| Tomba di Riḍwān Bey                                                                                                  | 1686                     | Ottomani                            |  |
| Mausoleo - Sabil - Kuttab di Riḍwān Bey al-Razzāz                                                                    | 1754                     | Ottomani                            |  |
| Santuario di al-Sayyida ʿĀʾisha (moschea e mausoleo)                                                                 | 1762 (ampliata nel 1895) | Ottomani                            |  |
| Tomba di ʿUthmān Bey Qazdaghlī                                                                                       | 1766                     | Ottomani                            |  |
| Tomba di ʿAlī Bey al-Kabīr e Ismāʿīl Bey al-Kabīr                                                                    | 1773                     | Ottomani                            |  |
| Tomba di Jalāl al-Dīn al-Suyūṭī                                                                                      | 1796                     | Ottomani                            |  |
| Ḥūsh al-Bāshā (complesso funerario della famiglia reale di Mehmet Ali)                                               | 1854                     | Dinastia di Muḥammad ʿAlī           |  |
| Santuario di al-Sayyida Nafīsa (moschea e mausoleo)                                                                  | 1897                     | Dinastia di Muḥammad ʿAlī           |  |

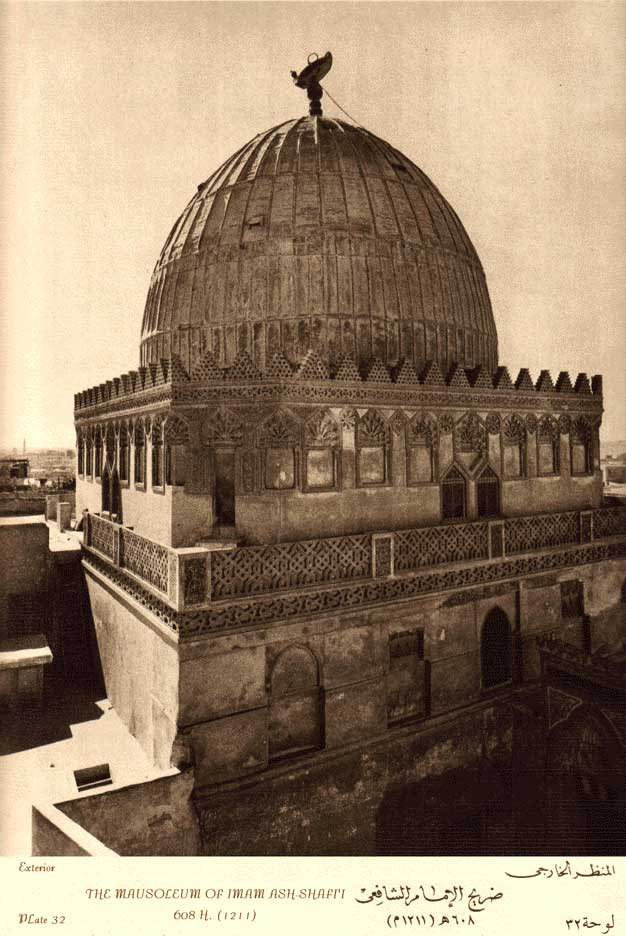
Santuario dell'Imām al-Shafiʿī
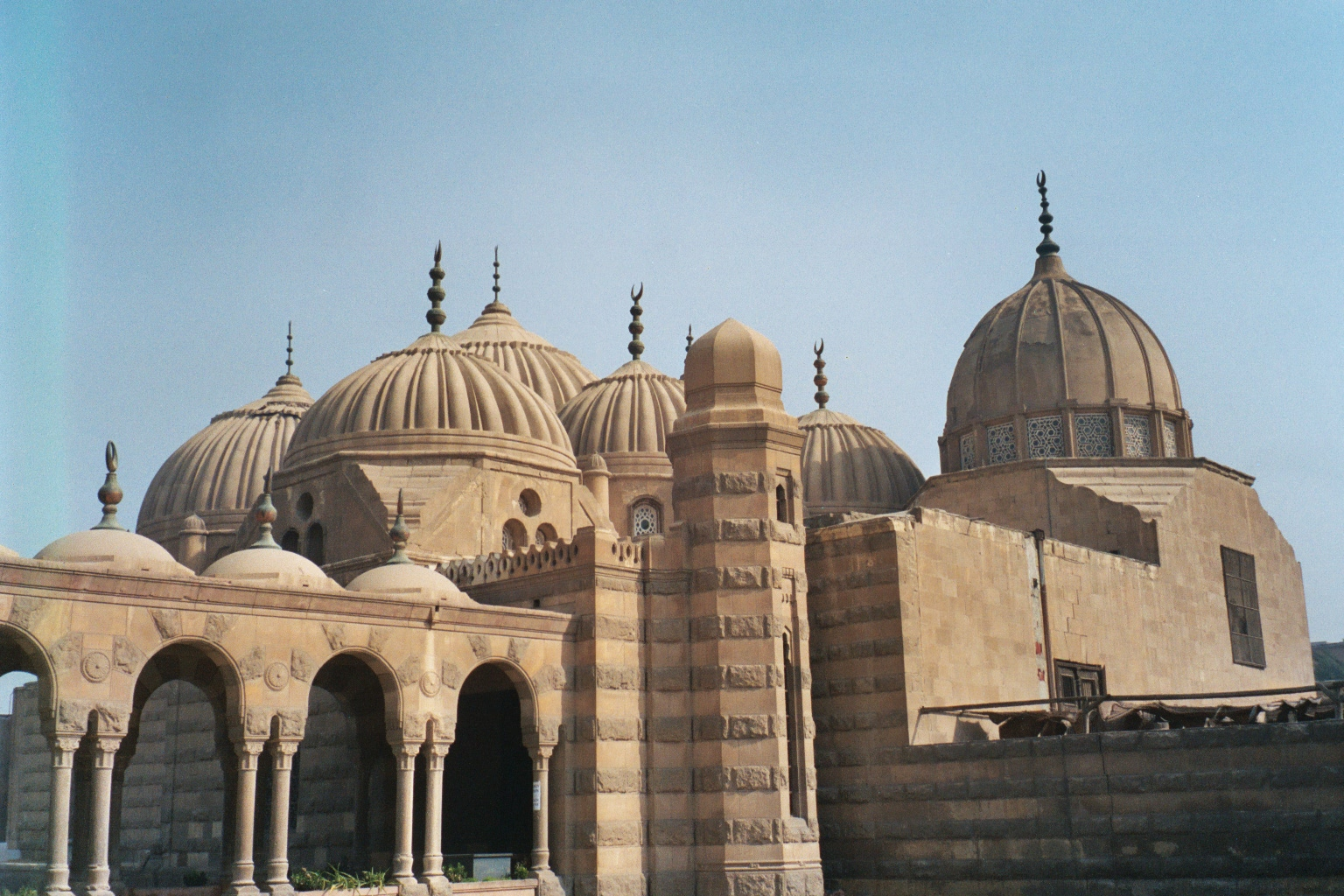
Ḥūsh al-Bāshā
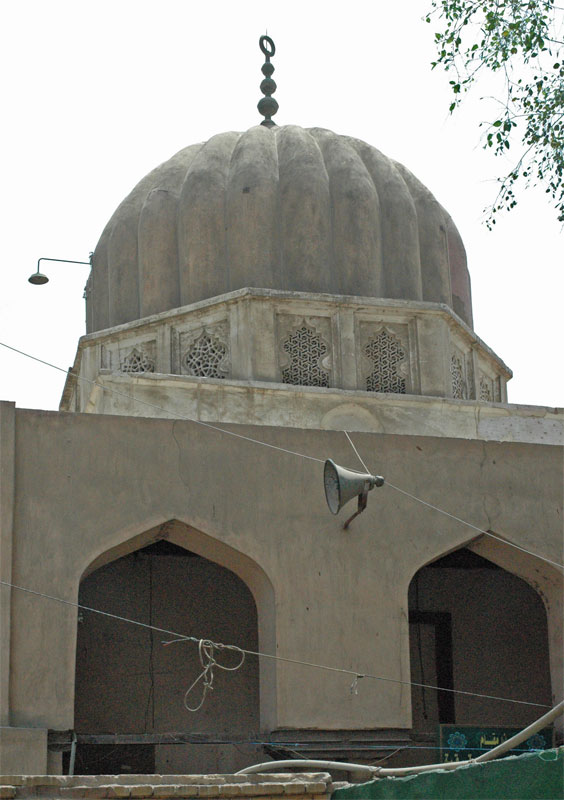
Mausoleo di al-Sayyida Ruqayya
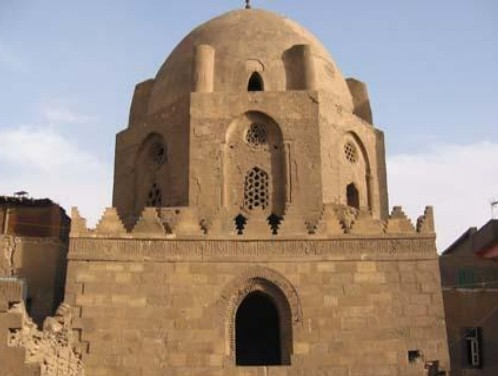
Mausoleo del sultano al-Ashraf Khalīl e di sua madre Fāṭima Khātūn nel distretto al-Khalīfa

## La Città Settentrionale dei Morti
Al-Qarafa al-Soghrā (arabo: القرضه الصغرى, la necropoli minore) o Necropoli Settentrionale (in arabo  القرفة الشمالية‎?, Al-Qarāfa al-Shamāliyya) o anche il Deserto dei Mamelucchi (in arabo صحراء المماليك ‎?, Saḥrāʾ al-Mamālīk) per la densità di tombe dell'età mamelucca. È ubicata a nord-est della Cittadella del Cairo, tra Via Salah Salim (in arabo شارع صلاح سالم‎?, Shāriʿ Ṣalāh Salim) e Via al-Naṣr (طريق النصر, Tarīq al-Naṣr). Nel Deserto dei Mamelucchi sono ubicati i mausolei di cinque sultani della dinastia burji. 
Della necropoli settentrionale fanno parte anche i cimiteri minori di Bab al-Wazir e di Bab al-Nasr, entrambi fiancheggiano le mura nord-ovest della Cittadella del Cairo. Nei due siti vi sono tombe di diverse età e di personaggi noti della storia islamica, tra questi vi fu anche lo storico Al-Maqrizi.
A seguire, una lista dei monumenti più importanti della necropoli settentrionale:
| Monumenti                                                                                     | Data           | Epoche (Dinastia)     |
| --------------------------------------------------------------------------------------------- | -------------- | --------------------- |
| Tomba di Badr a-Jamali                                                                        | 1094           | Dinastia Fatimide (*) |
| Tomba di al-Amīr Timurtash                                                                    | 1334           | Dinastia Bahri        |
| Tomba di al-Amīr Timurtash                                                                    | 1334           | Dinastia Bahri        |
| Tomba della principessa Tughay (Umm Anuk)                                                     | prima del 1348 | Mamelucchi Bahri      |
| Tomb della principessa Tulbay                                                                 | ca. 1363/64    | Mamelucchi Bahri      |
| Mausoleo del sultano Faraj ibn Barquq (complesso funerario)                                   | ca. 1400–1411  | Burjiyya              |
| Tomba di al-Amīr Guzal                                                                        | 1403           | Mamelucchi Burji      |
| Tomba dello storico Ibn Khaldun                                                               | 1403           | Mamelucchi Burji (*)  |
| Tomba di al-Amīr Ganibek                                                                      | 1427           | Mamelucchi Burji      |
| Mausoleo del sultano Barsbāy (complesso funerario)                                            | 1432           | Mamelucchi Burji      |
| Tomba di Khadija Umm al-Ashraf, sultana madre sultano Barsbāy                                 | ca. 1430–1440  | Mamelucchi Burji      |
| Tomba di al-Amīr Nasrallāh (detta Kuz al-'Asal),                                              | 1441           | Mamelucchi Burji      |
| Tomba del santo sufi Ahmad al-Rifa'i                                                          | metà del 15    | Mamelucchi Burji      |
| Mausoleo del sultano Sayf al-Dīn Īnāl (complesso funerario)                                   | 1451–1456      | Mamelucchi Burji      |
| Tomba di al-Amīr Barsbay al-Bajasi                                                            | 1456           | Mamelucchi Burji      |
| Mausoleo del sultano Qaytbay (complesso funerario)                                            | 1472–1474      | Mamelucchi Burji      |
| Mausoleo del sultano Qansuh I (complesso funerario)                                           | 1499           | Mamelucchi Burji      |
| Tomba di al-Amīr Azrumuk                                                                      | 1503           | Mamelucchi Burji      |
| Complesso funerario di al-Amīr Qurqumas                                                       | 1506/07        | Mamelucchi Burji      |
| Tomba di al-Amīr Qurqumas                                                                     | 1511           | Mamelucchi Burji      |
| Mausoleo di Tarabay al-Sharīfī                                                                | 1516           | Mamelucchi Burji      |
| Tomba di al-Amīr Sulaymān                                                                     | 1544           | Ottomana              |
| Qubbat Afandina (complesso funebre del santo sufi Sīdī al-ʿAfīfī e del Chedivè Tawfīq Pascià) | 1894           | Ottomani              |

- (*) Ubicazione sconosciuta

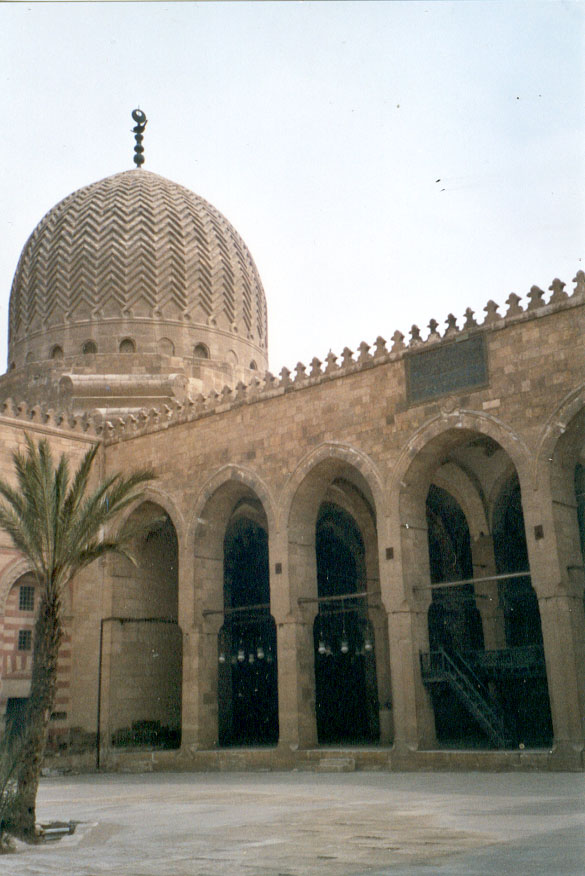
Mausoleo del sultano Barqūq
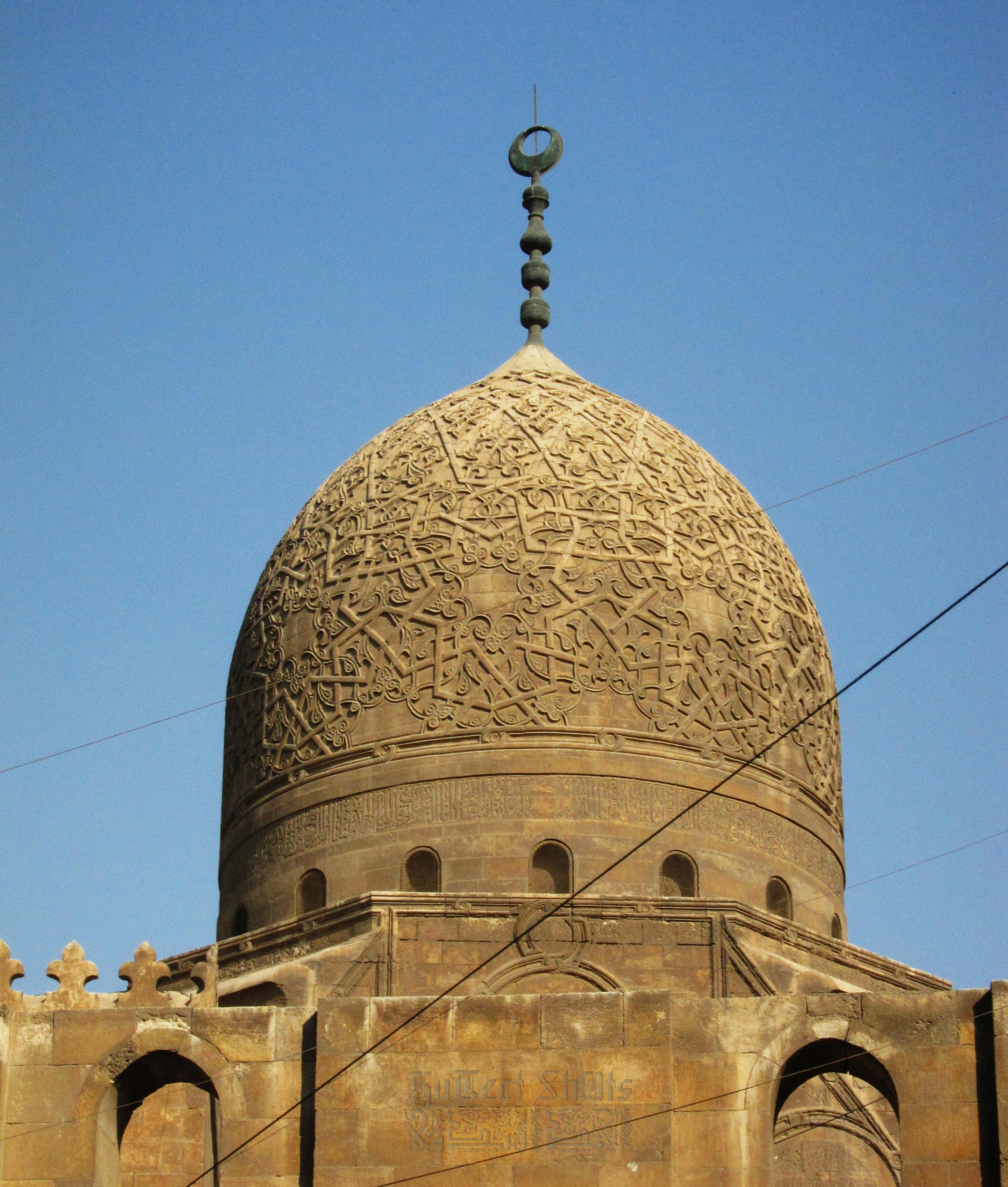
Cupola e Moschea del sultano Qaytbay
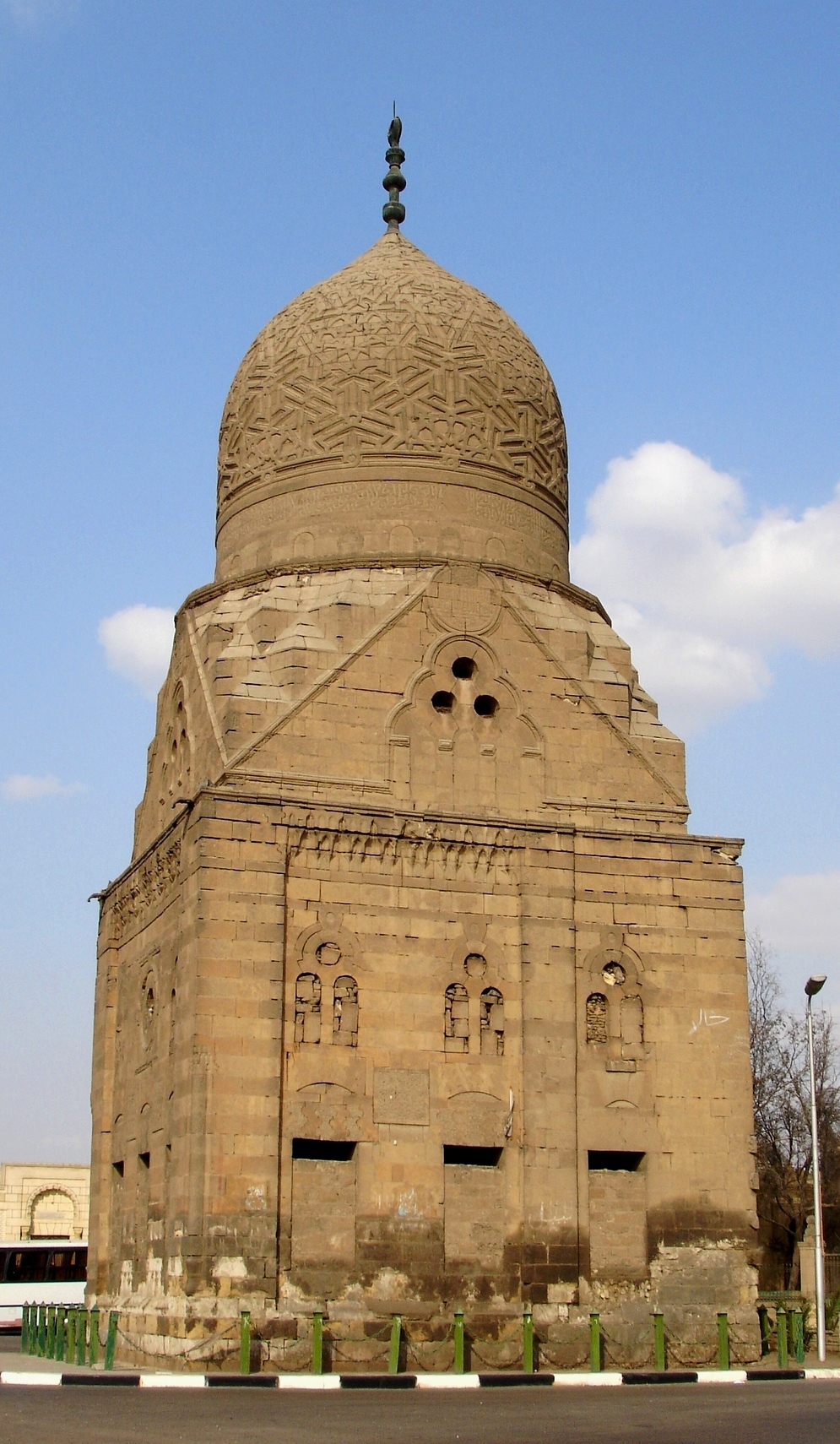
Tomba del sultano Qansūḥ